# Aéroport d'Ahvaz
L'aéroport international d'Ahvaz-Général Ghasem Soleimani  (code IATA : AWZ • code OACI : OIAW) (persan : فرودگاه بین‌المللی شهید سپهبد قاسم سلیمانی (اهواز)) est un aéroport desservant la ville d'Ahvaz, en Iran. 
Il porte le nom de Ghasem Soleimani, un général iranien assassiné par les États-Unis dont la dépouille a transité par la ville d'Ahvaz le 5 janvier 2020.

## Situation
| Sārī Dasht-é Naz Golfe · persique Téhéran-MehrabadTéh.-Mehrabad Mechhed Téhéran-KhomeiniTéh.-Khomeini Chiraz Kish Ahvaz Ispahan Tabriz Bandar · Abbas Kerman Yazid Abadan Kermanchah Zahedan Bouchehr Qechm Ourmieh Racht Birjand Chabahar Lamerd |

## Compagnies aériennes et destinations
| Compagnies           | Destinations                                                                                          |
| -------------------- | --- |
| ATA Airlines         | Mechhed-Shahid H. Nejad, Téhéran-Mehrabad                                                             |
| Atrak Air            | Téhéran-Mehrabad Charter: Mechhed-Shahid H. Nejad                                                     |
| Caspian Airlines     | Mechhed-Shahid H. Nejad, Téhéran-Mehrabad                                                             |
| Georgian Airways     | Charter : Tbilissi-C. Roustavéli                                                                      |
| Iran Air             | Ispahan-S. Beheshti, Koweït, Chiraz-Shahid Dastghaib, Tabriz, Téhéran-Mehrabad, Yazd-Shahid Sadoughi  |
| Iran Air Tours       | Dubaï, Téhéran-Mehrabad                                                                               |
| Iran Aseman Airlines | Golfe Persique, Koweït, Mechhed-Shahid H. Nejad, Chiraz-Shahid Dastghaib, Téhéran-Mehrabad            |
| Karun Airlines       | Bandar Abbas, Dubaï, Ispahan-S. Beheshti, Racht, Tabriz, Téhéran-Mehrabad En saison : Erevan-Zvarnots |
| Kish Air             | Île de Kish, Mechhed-Shahid H. Nejad, Téhéran-Mehrabad                                                |
| Mahan Air            | Golfe Persique, Kerman, Kharg (en), Chiraz-Shahid Dastghaib, Téhéran-Mehrabad                         |
| Qeshm Airlines       | Ispahan-S. Beheshti, Téhéran-Mehrabad                                                                 |
| Saudia               | En saison : Djeddah - Roi-Abdelaziz, Médine-Prince M. Bin Abdulaziz                                   |
| Turkish Airlines     | Istanbul                                                                                              |
| Zagros Airlines      | Mechhed-Shahid H. Nejad, Téhéran-Mehrabad                                                             |

Édité le 17/10/2018

## Déplacement de l'aéroport
En décembre 2012, l'Agence France-Presse a rapporté que l'aéroport devrait déménager parce que du pétrole a été découvert dans le sous-sol.